# AgMES
AgMES ist die englische Abkürzung für die Landwirtschaftliche Metadaten Element-Serie (Agricultural Metadata Element Set). AgMES ist der von der Ernährungs- und Landwirtschaftsorganisation (FAO) entwickelte Metadaten-Standard der zur Beschreibung und zum Suchen von Informationsmitteln im landwirtschaftlichen Bereich dient. Er stellt eine Serie von Metadaten-Elementen zur Verfügung, die dazu verwendet werden können, alle Typen von Informationsmitteln auf den
Gebieten der Landwirtschaft, Forstwirtschaft, Fischerei, Lebensmittelsicherheit und anderen verwandten Gebieten zu beschreiben.
Es gibt zahlreiche andere Metadaten-Schemata für verschiedene Typen von Informationsmitteln. Die folgende Liste zählt einige Beispiele auf:
- Dokumentenähnliche Informationsobjekte (DLIOs): Dublin Core, Landwirtschaftliche Metadaten-Element-Serie (AgMES)
- Events/Veranstaltungen: VCalendar.
- Geographische und Regionale Information: Metadatenstandard für Geographische Informationen (ISO19115).
- Personen:  Friend of a friend (FOAF), vCard.
- Pflanzenproduktion und -Schutz: Darwin Core (1.0 und 2.0) DwC.

Der AgMES Namensraum wurde entworfen, um agrarspezifische Erweiterungen von Ausdrücken und Verbesserungen feststehender Standard-Metadaten-Namensräume wie Dublin Core, AGLS etc. einzuschließen. Um AgMES also auf DLIOs wie z. B. Veröffentlichungen, Artikel, Bücher, Websites und Dokumente anzuwenden, muss es in Verbindung mit den vorher erwähnten Standard-Namensräumen benutzt werden. Die AgMES-Initiative bemüht sich, verbesserte Interoperabilität zwischen Informationsquellen im landwirtschaftlichen Bereich zu erreichen, indem sie Mittel zum Austausch von Informationen bereitstellt.
Das Beschreiben eines DLIO durch AgMES bedeutet, seine Haupteigenschaften und seinen Inhalt in einer standardisierten Form auszudrücken, die in jedem Informationssystem leicht wiederverwendet werden kann. Je mehr Institutionen und Organisationen im landwirtschaftlichen Bereich AgMES verwenden, um ihre DLIOS zu beschreiben, umso leichter wird es sein, Daten zwischen Informationssystemen wie Digitalbibliotheken und anderen Sammlungen von landwirtschaftlichen Informationsmitteln auszutauschen.

## Anwendung von AgMES
Metadaten über landwirtschaftliche dokumentenähnliche Informationsobjekte (DLIOs) können in verschiedenen Formaten erstellt und gespeichert werden:
- in eine Website eingefügt (in eine Umgebung wie für das HTML Meta-Tag)
- in einer getrennten Metadaten-Datenbank
- in einem XML-File
- in einem RDF-File

AgMES definiert Elemente, die dazu verwendet werden können, zusammen mit anderen Metadaten-Standards wie dem Dublin Core(DC) oder dem Australischen Government Locator Service (AGLS), ein DLIO zu beschreiben.

### Erstellen von Applikationsprofilen
Applikationsprofile werden als Schemata definiert, welche aus Datenelementen bestehen, die von einem oder mehreren Namensräumen eigens für eine besondere lokale Anwendung zusammengestellt und optimiert werden. Alle Applikationsprofile haben die folgenden vier Eigenschaften gemeinsam:
- Sie beziehen sich auf vorhandene Gruppen von Metadaten-Definitionsstandards, indem sie passende anwendungs- oder  bedarfsorientierte Elemente von ihnen extrahieren.
- Ein Applikationsprofil kann keine neuen Elemente schaffen.
- Applikationsprofile spezifizieren die Einzelheiten einer Anwendung wie die Schemata oder kontrollierten Vokabulare. Ein Applikationsprofil enthält auch Informationen wie das Format des Elementwertes, die Wichtigkeit oder den Datentyp.
- Letztlich kann ein Applikationsprofil standardisierte Definitionen erläutern, vorausgesetzt, dass sie „semantisch näher oder spezifischer“ sind. Diese Fähigkeit der Applikationsprofile sorgt für Situationen, in denen eine bereichsspezifische Terminologie erforderlich ist, um eine allgemeinere zu ersetzen.

### Beispielapplikationsprofile unter Verwendung von AgMES
- Das AGRIS-Applikationsprofil ist ein Standard, spezifisch dafür geschaffen, um die  Beschreibung, den Austausch und die darauffolgende Wiederauffindung von landwirtschaftlichen dokumentenähnlichen Informationsobjekten (DLIOs) zu verbessern. Es ist ein Format, welches das Teilhaben von Informationen über verstreute bibliographische Systeme ermöglicht und es beruht auf wohlbekannten und akzeptierten Metadaten-Standards.

- Das Ereignis-Applikationsprofil ist ein Standard, der geschaffen wurde, um Mitgliedern der landwirtschaftlichen Gemeinschaft zu ermöglichen, über ein kommendes Ereignis “zu wissen” und sie zur Ereignis-Website zu führen, wo sie weitere Informationen finden können. Die mitgeteilten Informationen sind also bis jetzt zwischen Bereichen und Organisationen minimal interoperabel.

## Das AgMES-Metadaten-Tool
Das AgMES-Metadaten-Tool ist eine simple Anwendung, welche Metadaten gemäß dem AgMES Standard für Websites und andere dokumentenähnliche Ressourcen erstellt. Der Benutzer hat eine Eingabemaske, in welcher er jedem Element einen Inhalt zuweisen kann. Sobald man mit dem  Inhalt eines jeden Elements zufrieden ist, kann man schlicht die vom Tool kreierten Metadaten in die (Head)-Sektion des eigenen HTM(L) Files kopieren oder den kompletten Metadatensatz in verschiedensten Formaten (HTML, XML, RDF) als Textdatei lokal abspeichern. Das Tool erlaubt einem auch, vorhandene Metadaten einer bereits bestehenden Webseite zu extrahieren und dann weiter zu editieren.

## AgMES und das semantische Web
Einer der Vorteile des AgMES-Metadaten-Schemas ist die Fähigkeit, eine Verbindung zwischen dem Metadaten-Element und kontrollierten Vokabularen herzustellen. Der Gebrauch kontrollierter Vokabulare stellt einem Bibliotheksindexer (oder einem Suchmaschinen-Programmierer) eine wohl definierte Menge von Objekten zur Verfügung, welche für das Beschreiben und suchen von Informationsmitteln verwendet werden können. Häufig können die Werte aus einem spezifischen Thesaurus (z. B. AGROVOC) oder Klassifikationsschemata hervorgehen.
Das Verwenden kontrollierter Vokabulare für Metadaten-Elemente bietet die Möglichkeit, dem Anwender genau diejenigen Objekte zur Verfügung zu stellen, welche für die Beschreibung passend sind. Durch die Anwendung von URIs und maschinenverständlicher Semantik
wird das Potenzial kontrollierter Vokabulare in vollem Umfang ausgenutzt.
In diesem Zusammenhang leitet die FAO die Initiative des Agrar-Ontologie-Services (AOS) mit dem Ziel, den traditionellen Thesaurus AGROVOC in einen semantisch mächtigere Konzept-Server umzuwandeln. Dieser soll sehr viel mehr terminologische und semantische Information enthalten aber es wird jederzeit möglich sein, traditionelle Systeme wie z. B. Thesauri zu beziehen.